# Hafsa Sultan
Hafsa Sultan (turco ottomano: حفصه سلطان, lett. "giovane leonessa"; circa 1472 – Costantinopoli, 19 marzo 1534), anche nota come Ayşe Hafsa Sultan a causa della sua sovrapposizione ad Ayşe Hatun, un'altra consorte crimea di Selim, è stata la concubina favorita di Selim I e la prima Valide Sultan dell'Impero ottomano come madre di Solimano il Magnifico.

## Origine
Hafsa fu a lungo ritenuta una principessa crimea, figlia di Meñli I Giray. 
Tale interpretazione è stata ormai sfatata, in quanto si è scoperto che la principessa crimea sarebbe in effetti un'altra donna, Ayşe Hatun, seconda consorte di Selim I, a volte ritenuta madre di alcune principesse ma che in realtà probabilmente venne ospitata solo come "tributo" e non consumò mai l'unione con Selim. 
La sovrapposizione fu dovuta alla popolarità e al favore di cui godeva Hafsa, che portò molti contemporanei a credere che le sue qualità dovessero avere necessariamente origine regale. Per questo motivo, il suo nome finì per essere fuso con quello della contemporanea principessa, diventando nota come Ayşe Hafsa. 
Le reali origini di Hafsa sembrano invece essere quelle di una schiava di origini cristiane, forse crimea o circassa, catturata e venduta all'harem di Selim o offerta ad esso in tributo prima del 1490.

## Nell'harem di Selim
Entrata nell'harem di Selim poco prima del 1490, quando era ancora Şehzade e governatore di provincia, Hafsa ne divenne una delle favorita.  
Ebbero almeno un figlio e due figlie, più almeno due figlie di maternità incerta.  
Nel 1512 Selim divenne Sultano e Hafsa venne mandata a Manisa con il figlio Solimano, nominato governatore della provincia, e le figlie nubili. 
Qui Hafsa si dedicò alla carità, facendo costruire un grande complesso che comprendeva una moschea, una scuola elementare e un ospizio. È stata l'iniziatrice del "Mesir Festival", celebrato ancora oggi. 
Nel 1520 morì il sultano Selim I; Hafsa Sultan partì alla volta della capitale con il figlio, che le concesse il titolo di Valide Sultan (Sultana madre), rendendola la prima donna non di sangue reale a portare il titolo "Sultana" al posto di "Hatun", che poteva essere tradotto con un semplice signora (la prima invece a portarlo già come consorte sarà la nuora Hürrem Sultan, moglie dello stesso Solimano). 
Hafsa divenne molto popolare e influente durante il regno del figlio, continuando a patrocinare progetti religiosi e benefici.

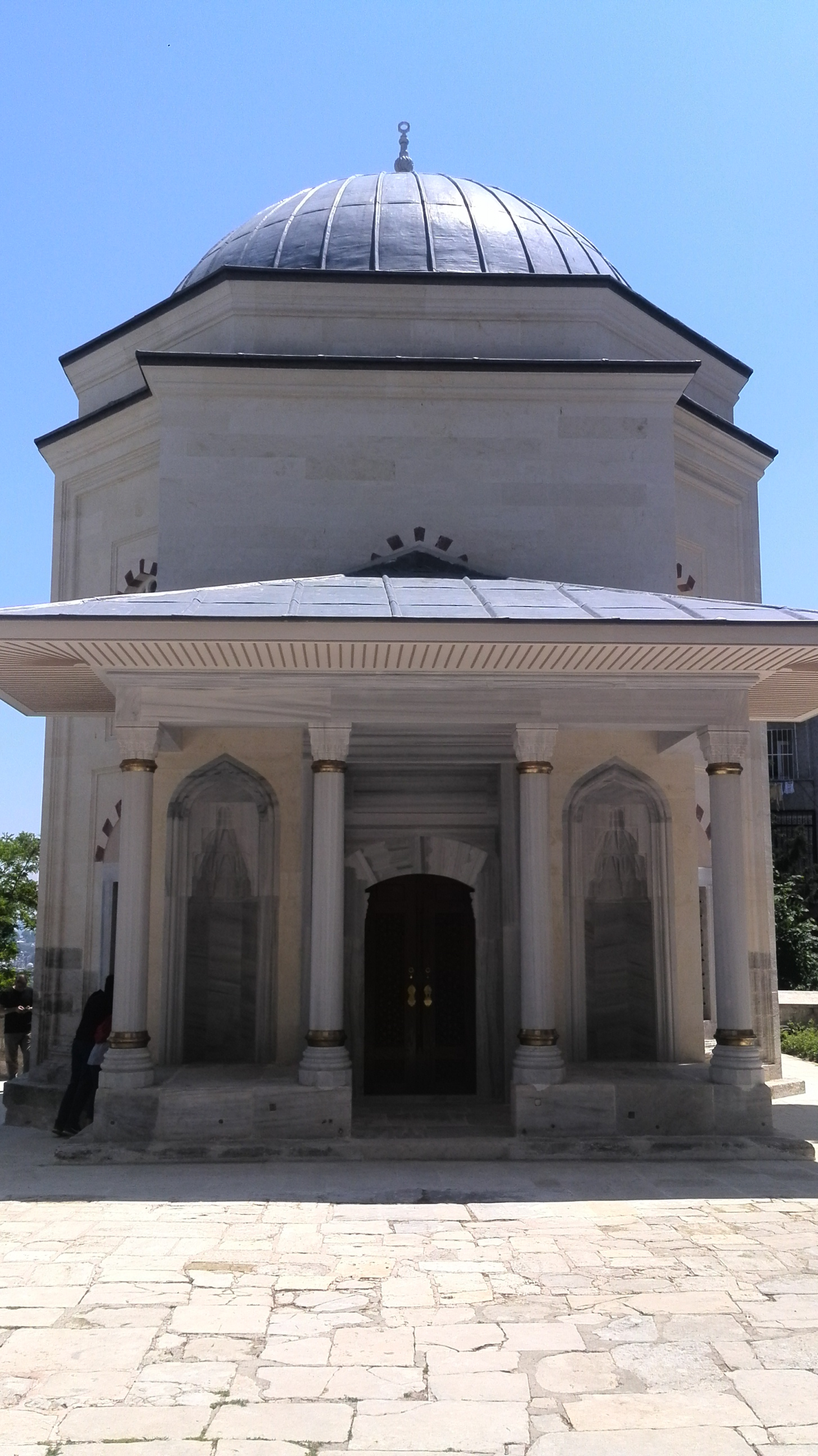
L'entrata della tomba di Hafsa Sultan

## Discendenza
Da Selim I, Hafsa ebbe quattro figlie e un figlio: 
- Hatice Sultan (ante 1494 - post 1453) - con Hafsa Hatun. Sposata con il Kapudan Iskender Pascià nel 1509, un tempo si credeva fosse stata in seguito la moglie di Pargalı Ibrahim Pascià, ma le moderne ricerche hanno dimostrato che tale matrimonio non è mai avvenuto e che il suo secondo marito fu invece Çoban Mustafa Pasha, figlio di Iskender Pasha e vedovo della sua sorellastra Şahzade Sultan. Ebbe almeno cinque figli e tre figlie.
- Fatma Sultan (ante 1494 - 1566) - con Hafsa Hatun. Sposata tre volte, secondo alcuni ebbe due figlie dal secondo marito, secondo altri rimase senza figli.
- Hafize Hafsa Sultan (ante 1494 - 10 luglio 1538) - con Hafsa Hatun. Sposata due volte, ebbe almeno un figlio, Sultanzade Kara Osman Şah Paşah.
- Beyhan Sultan (ante 1494 - 1559) - probabilmente con Hafsa Hatun. Nota anche come Peykhan Sultan. Sposata almeno una volta, ebbe almeno una figlia.
- Solimano I (Trebisonda, 1494 - Costantinopoli, 1566). Decimo sultano dell'Impero ottomano, detto il Magnifico.

## Morte
Hafsa Sultan morì il 19 marzo 1534 e fu sepolta vicino al marito in una türbe (mausoleo) dietro la Moschea di Yavuz Selim, a Fatih, a Istanbul. La causa più probabile della sua morte fu una malattia di cui soffriva da tempo, anche se non mancarono voci secondo cui sarebbe morta a causa di un attacco di cuore causatole dai continui dissapori con la moglie del figlio, Hurrem Sultan. Il suo mausoleo è stato in gran parte distrutto da un terremoto nel 1884. Dopo una ricostruzione, iniziata nel 1900, la sua tomba oggi è molto più semplice di quella che è stata costruita in origine.

## Cultura di massa
Nella serie TV storica Il secolo magnifico è interpretata dall'attrice turca Nebahat Çehre. Qui per ragioni di trama è rappresentata come la madre di Şah Sultan (una delle figlie di Selim con altre concubine) piuttosto che di Hafize Sultan.